# Edgar Ainsworth (cầu thủ bóng đá)
Edgar Ward Ainsworth (1910–1952) là một cầu thủ bóng đá thi đấu ở Football League cho Hull City và York City.